# Nullkopie (Fotografie)
Unter Nullkopie versteht man in der Analogfotografie die Herstellung eines Papierbildes aus einer Vorlage (Negativ, Diapositiv oder digitalen Daten) ohne Optimierung. Die Optimierung greift durch besondere Korrekturen (Dichte, Farbe) in den technischen Ablauf der Ausgabe ein und ist alltäglicher Bestandteil (fast) aller Herstellungsprozesse für Papierbilder.
Werden mehrere Bilder (beispielsweise einer Belichtungsreihe) als Nullkopie hergestellt, ist ein Vergleich der Bilder untereinander möglich. Zur Feststellung von Belichtungszeit und Farbstich für Papierbildabzüge belichtet man einen Probestreifen (Nullkopie).
In Druckereien wird ein ähnlicher Vorgang auch als Übergabe der Daten und Ausgabe ready to print bezeichnet. Manche Druckmaschinen können dabei jedoch auch Profile des jeweils übergebenen Farbraums der Daten berücksichtigen. Eine Datenübergabe ready to print wird von der Druckerei meistens günstiger abgerechnet als ein Auftrag, der gesonderte Eingriffe des Operators benötigt.